# Lamiaa Hanan
Pour les articles homonymes, voir Hanan.
Lamiaa Hanan, née le 14 décembre 2002, est une escrimeuse marocaine.

## Carrière
Lamiaa Hanan est médaillée d'argent en sabre par équipes aux Jeux africains de 2019 ; elle est également lors de ces Jeux éliminée en poules du tournoi individuel féminin de sabre.